# Вулиця Дахнівська Січ
Вулиця Да́хнівська Січ — одна з вулиць у місті Черкаси. Знаходиться у мікрорайоні Дахнівка і є його однією з головних вулиць.

## Розташування
Вулиця починається від вулиці Дахнівської і простягається на північний схід до вулиці Набережної. З вулицею перетинається вулиці 38-ї Армії, Сержанта Волкова, примикають вулиці Пластунівська та Некрасова.

## Опис
Вулиця неширока та асфальтована, забудована приватними будинками. В кінці вулиці створено автомобільний розворот, там же збудовано шпиталь для ветеранів Другої світової війни.

## Історія
До 1983 року вулиця називалась на честь радянського державного діяча Леоніда Красіна, а після приєднання села Дахнівка до міста Черкаси була перейменована на честь двічі Героя Радянського союзу Климента Ворошилова. 22 лютого 2016 року в процесі декомунізації вулиця була перейменована на честь Дахнівської січі, яка існувала тут в 16 столітті.